# Калаундра

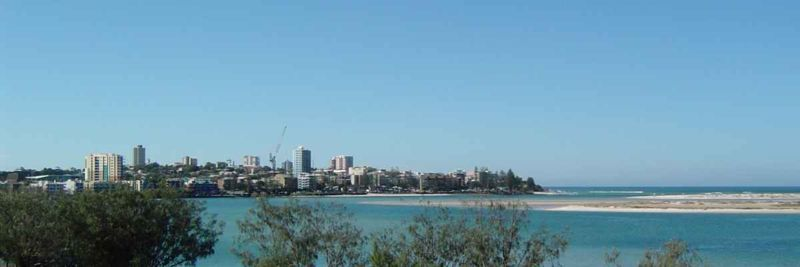
Вид на город Калаундра с острова Брайбайе

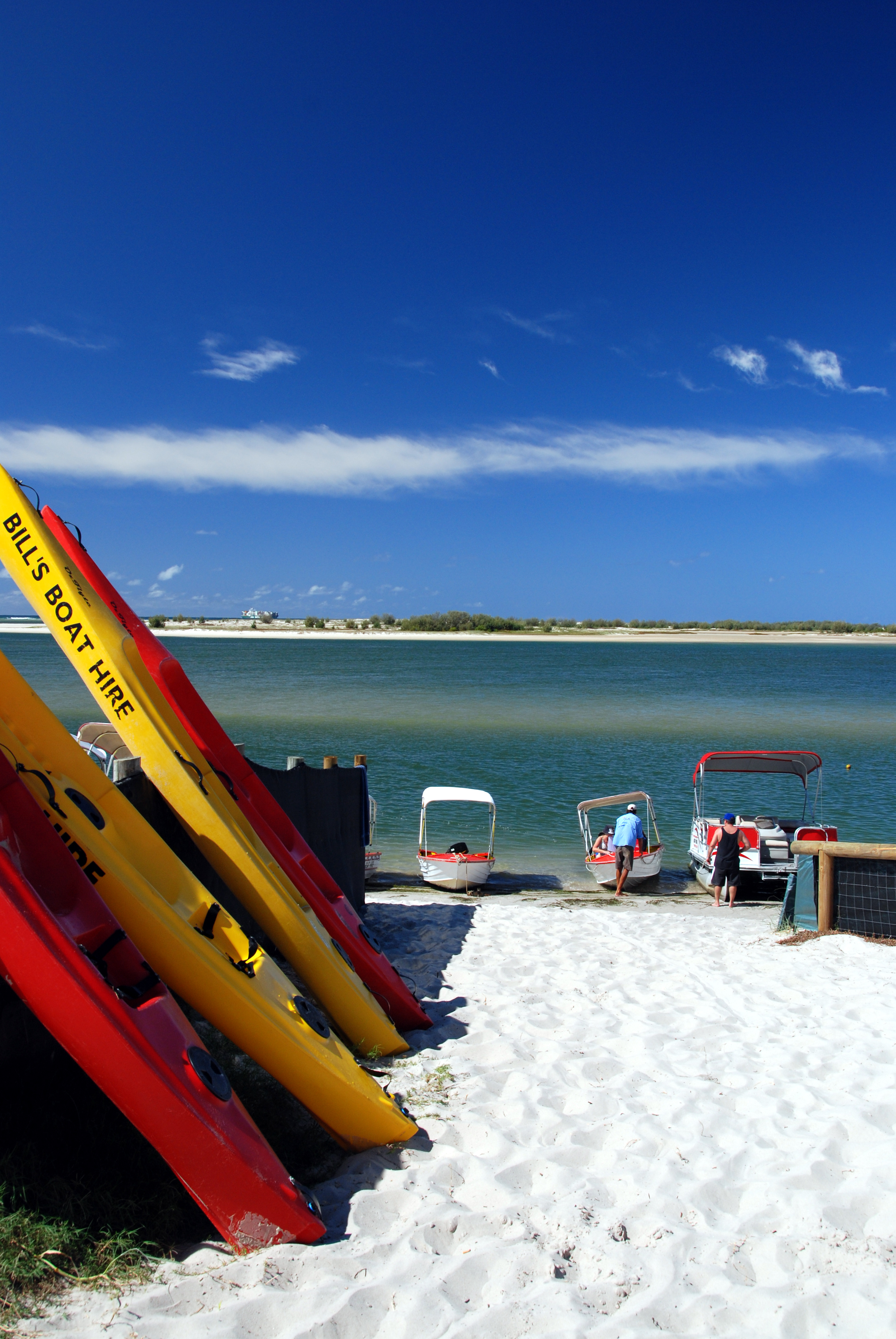
Голден-Бич, Калаундра

Калаундра (англ. Caloundra) — город в восточной части австралийского штата Квинсленд, входит в состав района Саншайн-Кост. Население города по оценкам на 2006 год составляло примерно 87,6 тысяч человек, а население всего района — 313 тысяч человек (2008 год). Ближайший крупный город — Брисбен (расположен в 70 километрах на юге).

## География
Калаундра расположен на берегу Кораллового моря. Большая часть района — равнина, на которой встречаются отдельные горы, высотой от 200 до 550 метров. С западной стороны район ограничивает горный хребет Блакалл-Рейндж (англ. Blackall Range), высота отдельных пиков которого достигает 800 метров. Этот хребет является частью Большого Водораздельного хребта.

## История
До прихода европейцев в районе Калаундры традиционно проживали австралийские аборигены племен андьюмби (англ. Undumbi), налбо (англ. Nalbo), далламбарра (англ. Dallambarra), габи-габи (англ. Gubbi Gubbi).
Первым европейцем, проплывшим мимо берегов Калаундры был Джеймс Кук. Это было в мае 1770 года, во время его первого кругосветного плавания. Кук присвоил названия нескольким местным ориентирам, включая Гласхауз-Маунтинс (англ. Glass House Mountains), небольшому району западнее Калаундры, выделяющемуся на общем равнинном фоне своими острыми горами. После Кука были и другие исследователи, включая Мэтью Флиндерса, которые исследовали данный район. В июле 1799 года Флиндерс поднялся на гору Бирва (англ. Mount Beerwah) для осмотра района.
В конце 1820-х годов в районе появились первые европейские поселенцы. Ими стали беглые осуждённые, которые начали жить здесь вместе с местными аборигенами. В 1868 году правительство открыло для заселения земли этого района, которые ранее были недоступны.
Графство Лендсбаре (англ. Landsborough Shire) было сформировано 22 февраля 1912 года. В 1987 году ему был присвоен статус города, также было утверждено новое название — Калаундра.
15 марта 2008 года город Калаундра, графство Нуза (англ. Noosa) и графство Маручи (англ. Maroochy) были объединены в новый район местного самоуправления Саншайн-Кост (англ. local government area).

## Туризм
В целом туристическая отрасль Кулаундры рассчитана на «местных» туристов, приезжающих сюда отдохнуть из Брисбена и соседних внутренних районов Квинсленда. Вокруг города расположено несколько пляжей, довольно сильно отличающихся друг от друга по инфраструктуре, качеству песка, чистоте и защищённости от морских волн. В центральной части города вдоль побережья тянется Эспланада (англ. Esplanade) — специально построенная дорожка для пеших прогулок. Набор развлечений стандартный для прибрежных городов Квинсленда — сёрфинг, кайтсёрфинг, катание на различных видах лодок, прогулки на яхтах и катерах, прыжки с парашютом и полеты на парапланах.

### Пляжи
- Голден-Бич с востока защищён от волн островом Брайбайе, поэтому он безопасен и удобен для отдыха с детьми. Так же здесь удобно кататься на лодках, заниматься кайтсёрфингом и рыбалкой. Благодаря небольшой глубине во время отлива от пляжа Голден-Бич можно практически дойти до острова Брайбайе.
- Балкок-Бич расположен напротив северной части острова Брайбайе, недалеко от центрального делового района города. Рядом расположены многочисленные кафе и рестораны.
- Кингс-Бич является центральным городским пляжем. Здесь предусмотрены места для пикников, построены детские площадки, душевые кабинки и туалеты. Рядом расположен 25-метровый бассейн, заполненный солёной водой.
- Шелли-Бич не пригоден для плавания из-за сильных волн и опасных скал, несмотря на это некоторым людям нравятся такие условия. Во время отлива здесь можно найти большое количество морских животных, обитающих в прибрежных водах, например различных крабов и моллюсков.
- Моффат-Бич ещё один небольшой песчаный пляж Калаундры с минимальным количеством удобств и отсутствием службы спасения.

### Достопримечательности
- Зоопарк Австралии имени Стивена Ирвина (англ. Australia Zoo) — один из самых известных зоопарков мира, был организован в 1970 году родителями Стива. Зоопарк знаменит уникальными шоу с живыми крокодилами и большим количеством редких австралийских диких животных, которых нельзя увидеть в других зоопарках мира.
- Парк аттракционов «Австралийский Мир» и Паб «Итамога» (англ. Aussie World with the Ettamogah Pub) — «Итамога» в переводе с языка аборигенов означает «место с хорошей выпивкой».
- Национальный парк Гласхауз-Маунтинс (англ. Glass House Mountains) расположен западнее города. Большая часть парка это плоская равнина вулканического происхождения с беспорядочно расположенными на ней горами — остатками потухших вулканов.

## Климат
По классификации Кёппена Калаундра расположен в зоне субтропического климата. В году здесь можно выделить два различных периода — сезон дождей, который длится с ноября по май и сухой сезон с июня по октябрь, в среднем за год выпадает около 1550 мм осадков. Летом, в течение дня, температура может превышать 28 °C, а к ночи снижается до 20 °C. В течение зимы дневная температура колеблется около 21 °C, средняя ночная температура около 10 °C.
| Показатель                                                              | Янв.  | Фев.  | Март  | Апр.  | Май   | Июнь  | Июль | Авг. | Сен. | Окт. | Нояб. | Дек.  | Год    |
| ----------------------------------------------------------------------- | ----- | ----- | ----- | ----- | ----- | ----- | ---- | ---- | ---- | ---- | ----- | ----- | ------ |
| Средний суточный максимум, °C                                           | 27,6  | 27,2  | 26,4  | 24,6  | 22,2  | 19,8  | 19,3 | 20,3 | 22,3 | 24,1 | 25,4  | 27,0  | 23,8   |
| Средний суточный минимум, °C                                            | 21,4  | 21,2  | 19,9  | 17,4  | 14,9  | 11,7  | 10,8 | 11,6 | 13,9 | 16,5 | 18,5  | 20,3  | 16,5   |
| Норма осадков, мм                                                       | 176,6 | 202,4 | 208,0 | 172,9 | 170,3 | 102,4 | 89,9 | 60,8 | 54,0 | 81,1 | 113,3 | 143,6 | 1578,1 |
| Источник: http://www.bom.gov.au/climate/averages/tables/cw_040040.shtml |       |       |       |       |       |       |      |      |      |      |       |       |        |

## Фотографии

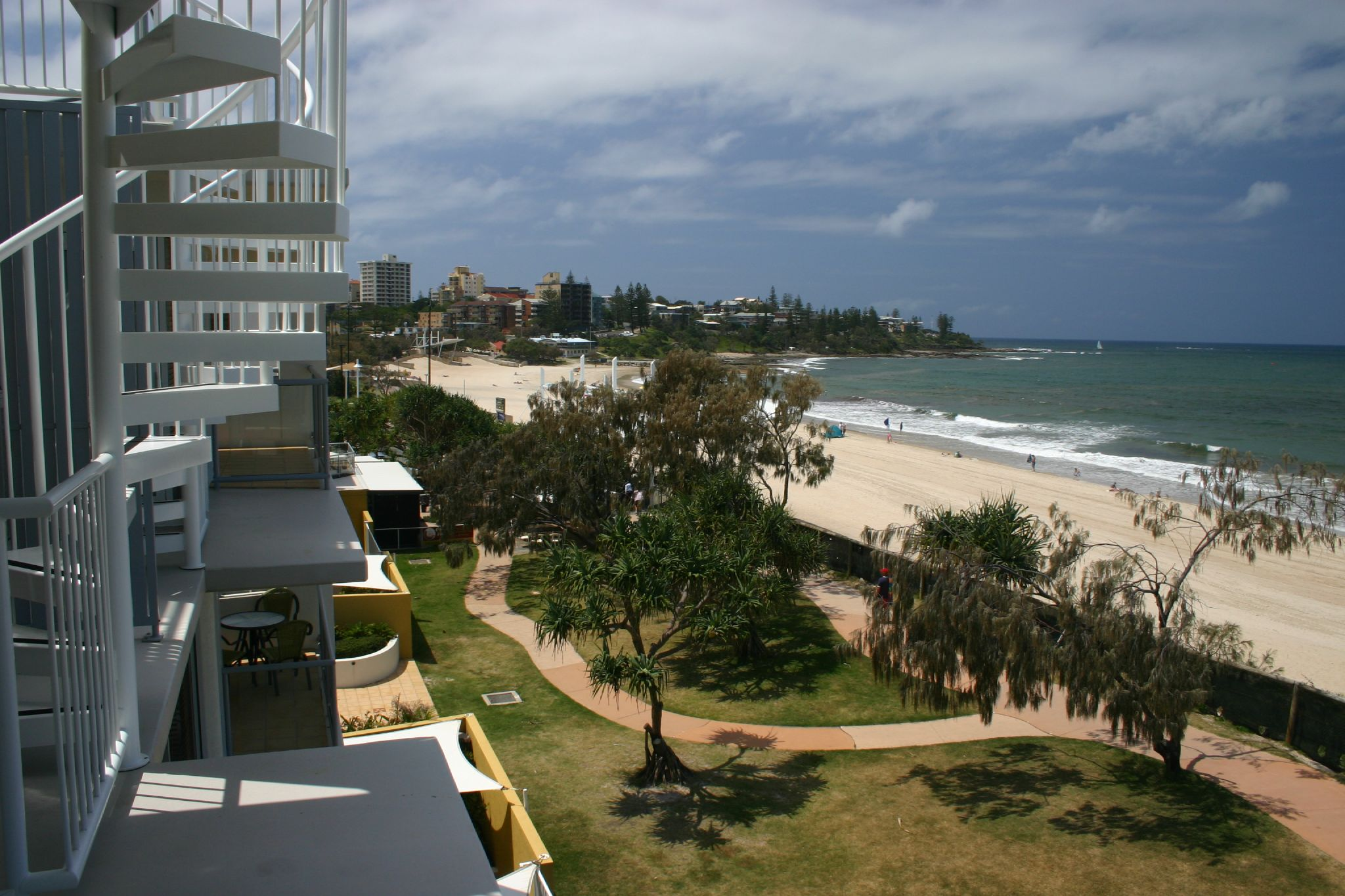
Кингс-Бич, Калаундра
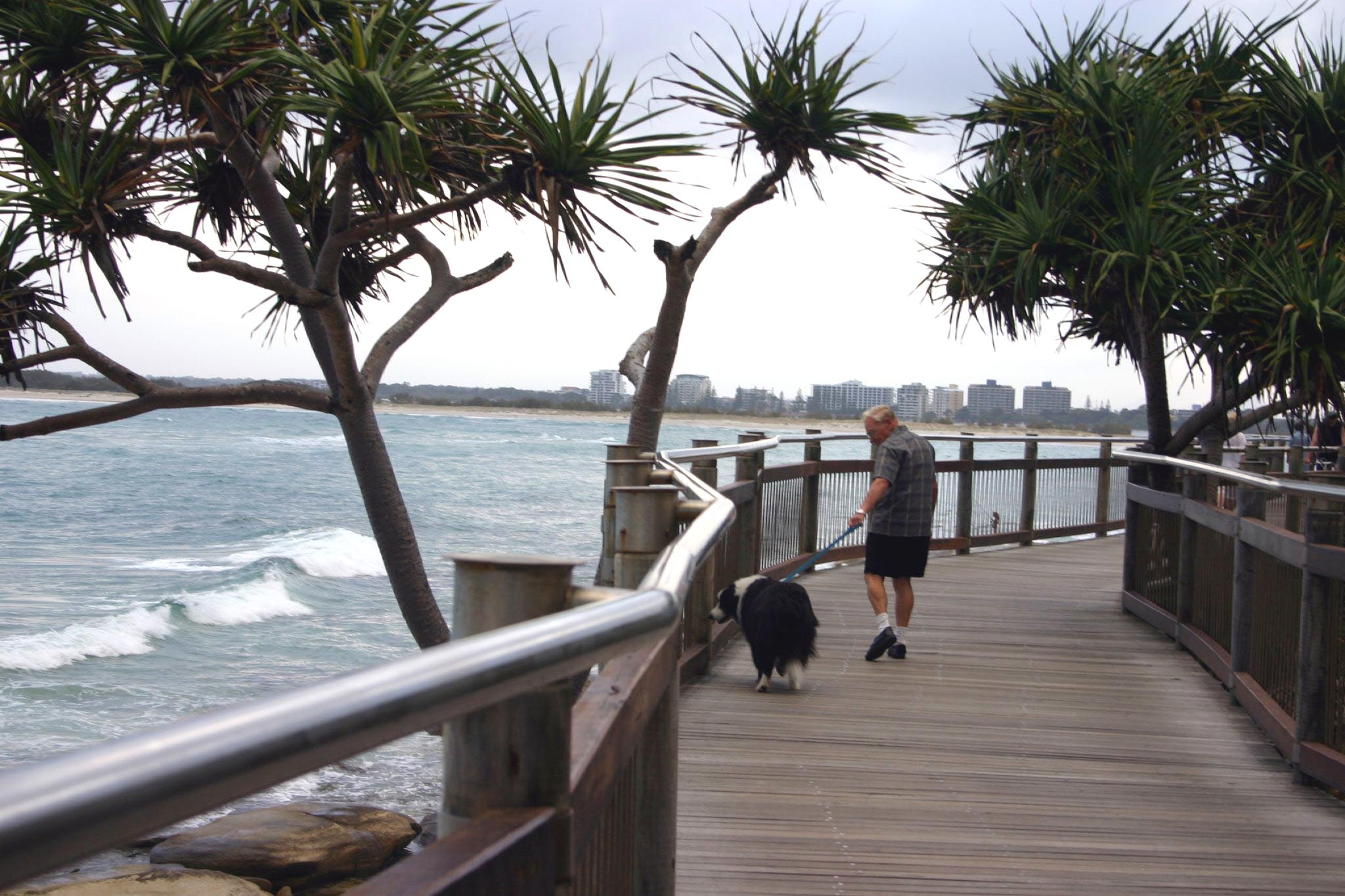
Эспланада, Калаундра
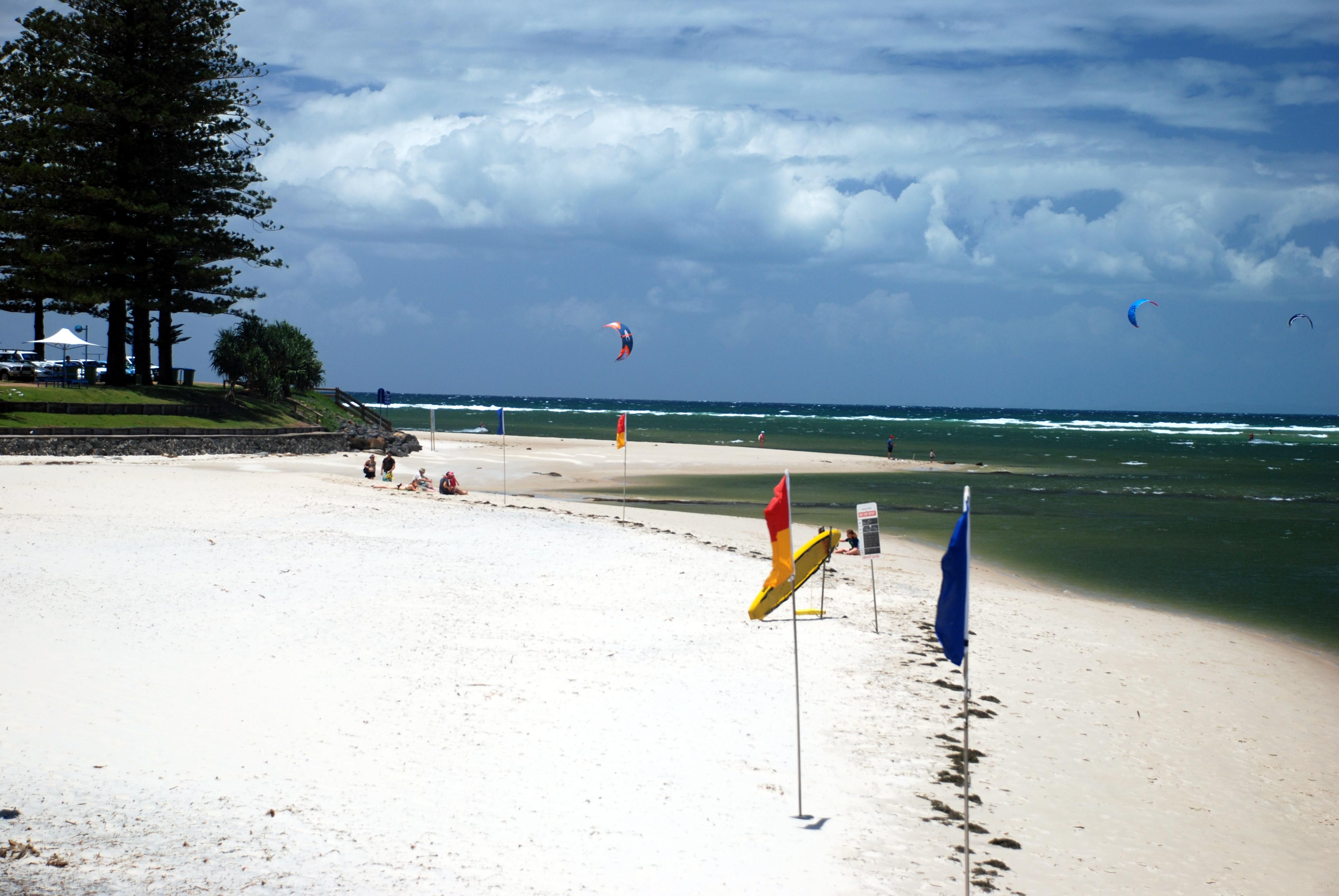
Балкок-Бич, Калаундра
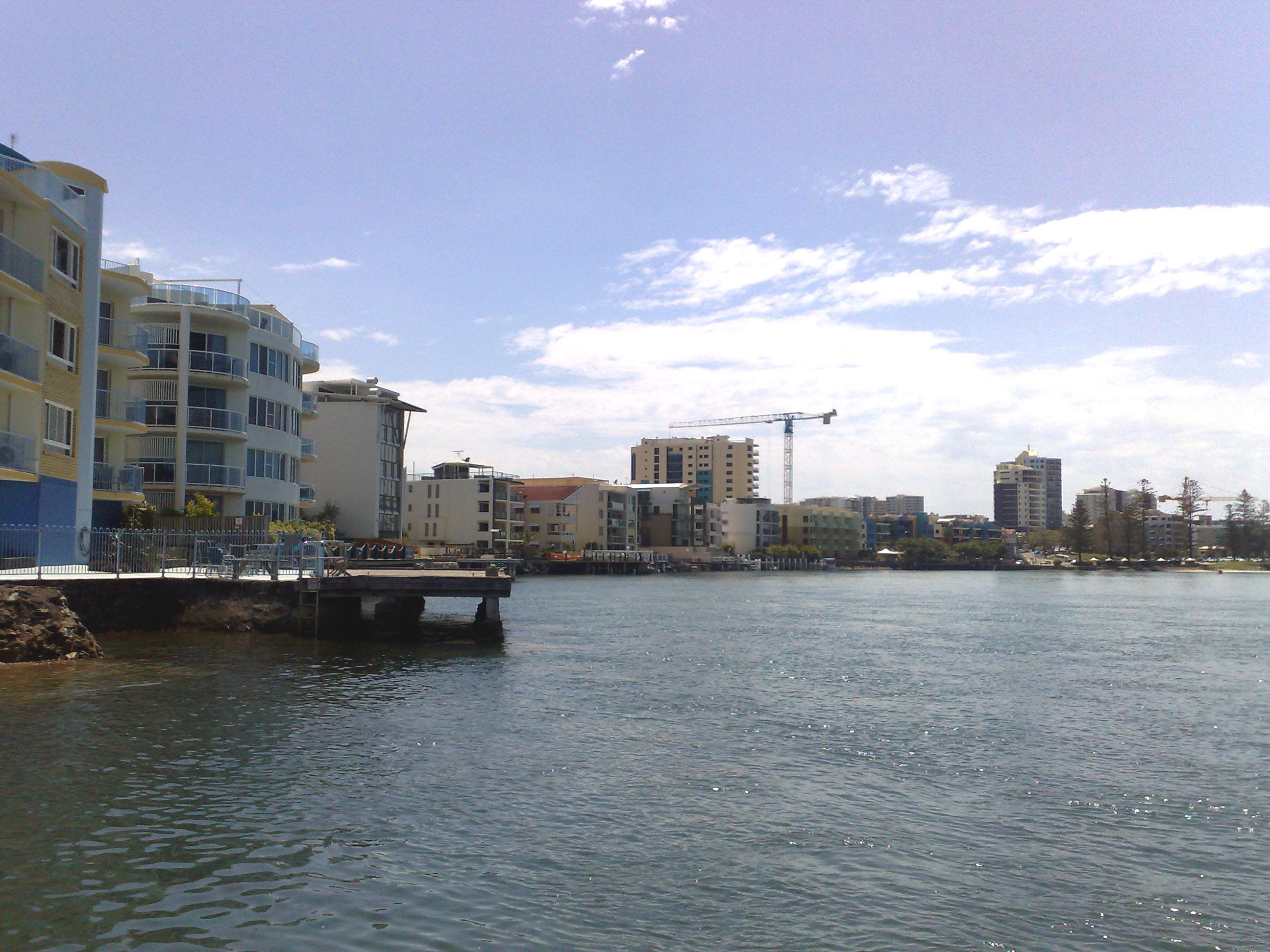
Апартаменты на берегу, Калаундра
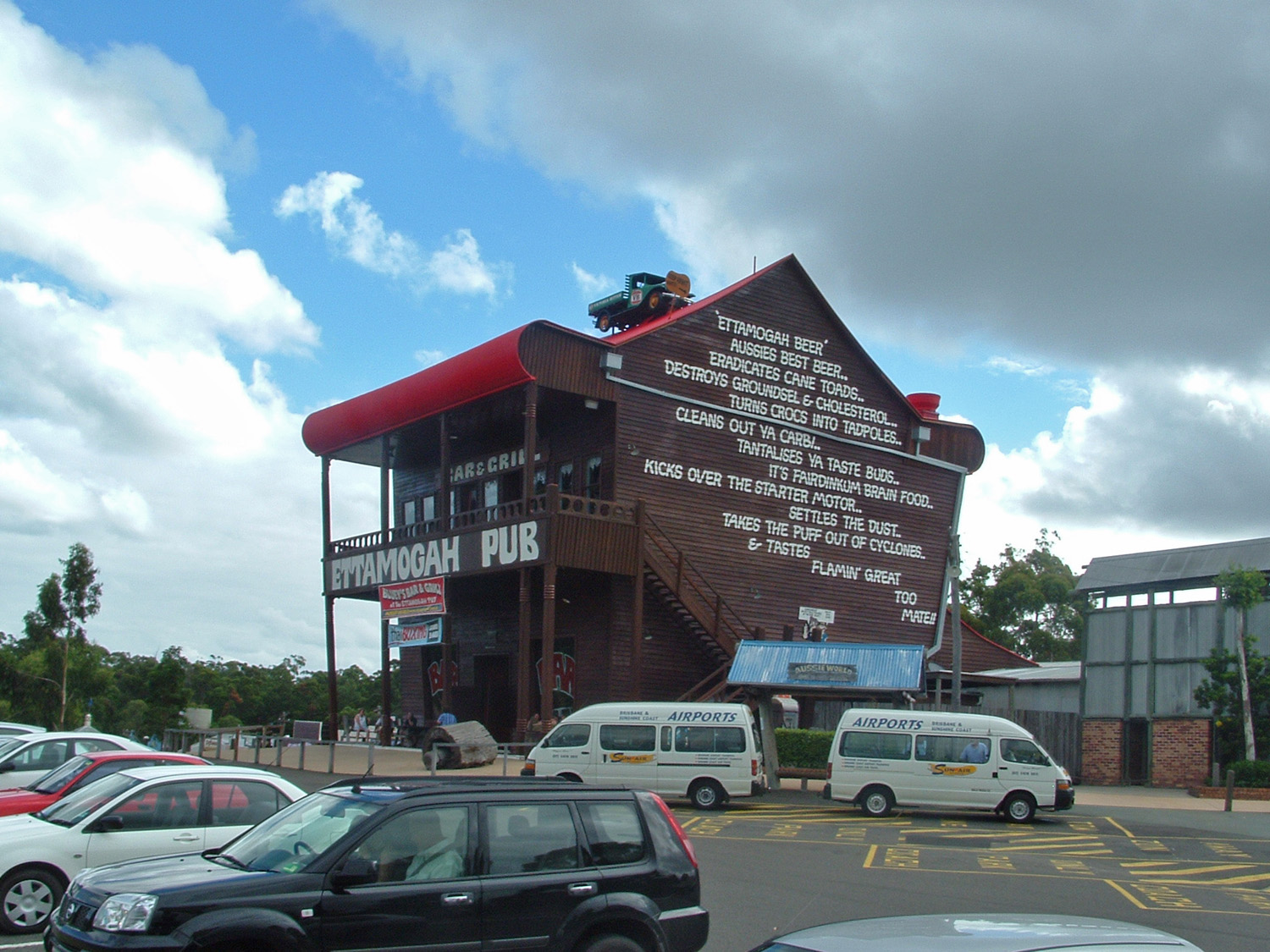
Паб «Итамога»
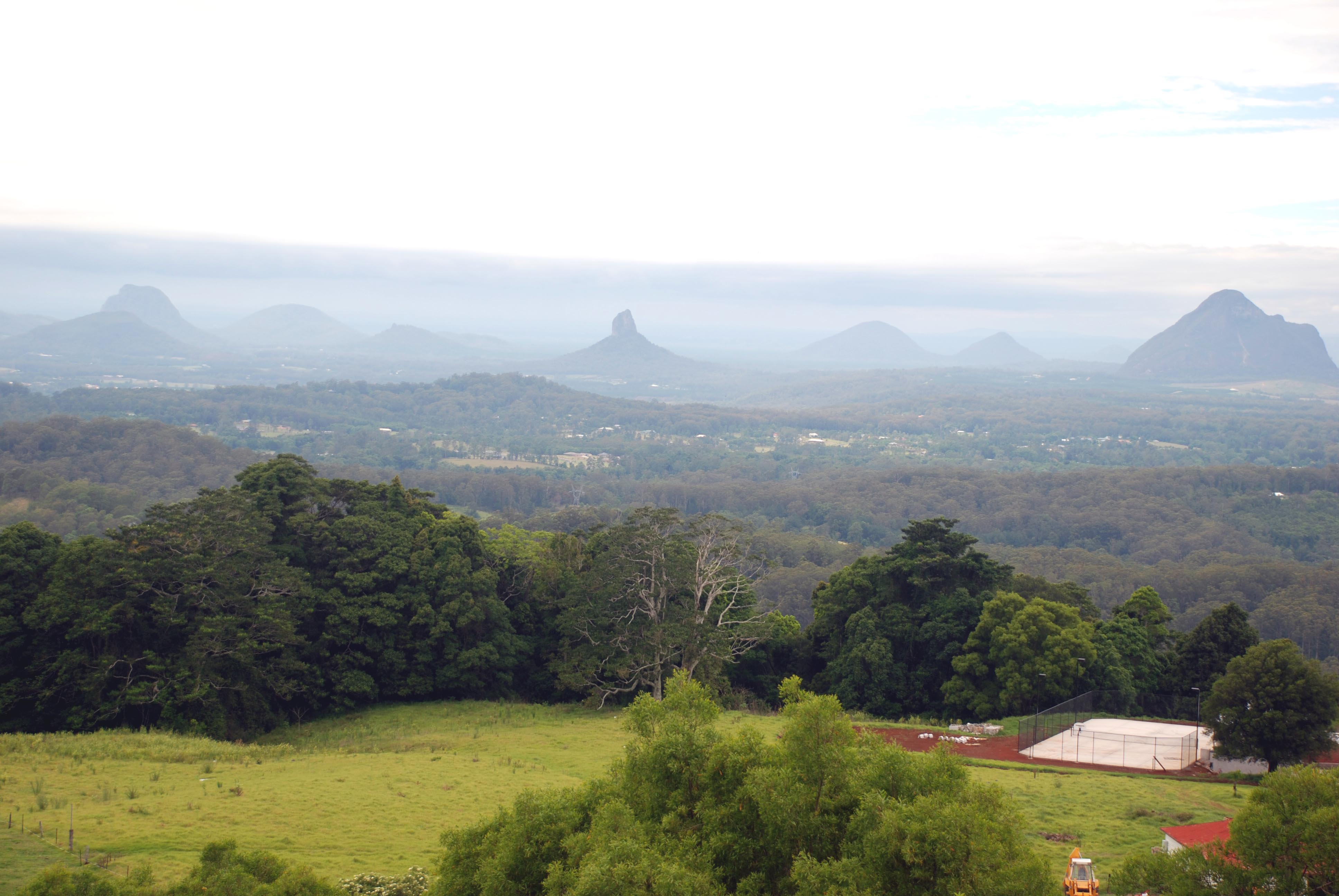
Гласхауз-Маунтинс